# Питий Овраг
Питий Овраг — деревня в городском округе Семёновский Нижегородской области России. Входит в состав Огибновского территориального отдела (сельсовета).

## География
Деревня находится на севере центральной части Нижегородской области, в зоне хвойно-широколиственных лесов, на реке Чёрная, на расстоянии приблизительно 38 километра (по прямой) к северо-востоку от города Семёнова, административного центра района.

### Климат
Климат характеризуется как умеренно континентальный, с влажным нежарким летом и холодной снежной зимой. Средняя температура воздуха самого холодного месяца (января) составляет −22,9 °C; самого тёплого месяца (июля)  +28,4 °C. Годовое количество атмосферных осадков — 550—600 мм.

## Население
| 2002 | 2010 |
| ---- | ---- |
| 0    | →0   |